# Alberto Rodríguez (réalisateur)
Pour les articles homonymes, voir Alberto Rodríguez.
Alberto Rodríguez est un réalisateur et scénariste espagnol, né le 11 mai 1971 à Séville.

## Filmographie

### Cinéma
- 2000 : El factor Pilgrim (également coscénariste et coréalisateur avec Santi Amodeo)
- 2002 : Le Costard (El traje) (également coscénariste)
- 2005 : Les Sept Vierges (7 vírgenes) (également coscénariste)
- 2009 : After (également coscénariste)
- 2012 : Groupe d'élite (Grupo 7) (également coscénariste)
- 2014 : La isla mínima (également coscénariste)
- 2016 : L'Homme aux mille visages (El hombre de las mil caras)
- 2022 : Prison 77 (Modelo 77)
- 2025 : Los Tigres

### Télévision
- 2010 : Hispania, la leyenda (4 épisodes)
- 2018 : La Peste (es) (6 épisodes)

## Distinctions

### Récompenses
- 2000 : meilleur nouveau réalisateur pour El factor Pilgrim (avec Santi Amodeo) au festival de Saint-Sébastien 2000 ;
- 2006 : mention spéciale pour Les Sept Vierges au festival international du film de Miami.Festival international du film policier de Beaune 2015
- 2014 : Récompenses pour La Isla Minima : 
  - Festival international du film policier de Beaune 2015 :
    - Prix de la Critique
    - Prix spécial Police

  - Festival international du film de Saint-Sébastien 2014 :
    - Coquille d'argent du meilleur acteur pour Javier Gutiérrez
    - Prix du jury à la meilleure photographie pour Álex Catalán

  - 29e cérémonie des Goyas :
    - Meilleur film
    - Meilleur réalisateur : Alberto Rodríguez
    - Meilleur acteur : Javier Gutiérrez
    - Meilleur espoir féminin : Nerea Barros
    - Meilleur scénario original : Alberto Rodríguez et Rafael Cobos
    - Meilleure photographie : Álex Catalán
    - Meilleure direction artistique : Pepe Domínguez
    - Meilleur montage : José M. G. Moyano
    - Meilleurs costumes : Fernando García
    - Meilleure musique : Julio de la Rosa

  - Médailles du Círculo de Escritores Cinematográficos :
    - Meilleur film
    - Meilleur réalisateur : Alberto Rodríguez
    - Meilleur acteur : Javier Gutiérrez
    - Meilleur espoir féminin : Nerea Barros
    - Meilleur scénario original : Alberto Rodríguez et Rafael Cobos
    - Meilleure photographie : Álex Catalán
    - Meilleur montage : José M. G. Moyano
    - Meilleure musique : Julio de la Rosa

  - Fotogramas de Plata :
    - Meilleur film espagnol
    - Meilleur acteur : Javier Gutiérrez

  - Prix Sant Jordi du cinéma :
    - Meilleurs acteurs espagnols : Javier Gutiérrez et Raúl Arévalo